# Franz von Steinaecker (Landrat, 1817)
Franz Ludwig Heinrich Maria Freiherr von Steinaecker (andere Schreibweise: Steinäcker; * 29. April 1817 in Mayen; † 25. Februar 1852 in Bernkastel) war ein deutscher Verwaltungsbeamter.

## Leben
Franz war ein Sohn des preußischen Oberst Heinrich von Steinaecker (1783–1862) und dessen Ehefrau Henriette, geborene von Wittgenstein (1794–1846).
Nach dem Besuch des Gymnasiums in Köln und Stettin studierte Steinaecker an den Universitäten Breslau, Bonn und Berlin Rechtswissenschaften. 1838 wurde er Mitglied und später Ehrenmitglied des Corps Guestphalia Bonn. Zunächst 1840 Auskultator am Stadtgericht Berlin, später am Kammergericht Berlin, wurde er 1843 Gerichtsreferendar am Oberlandesgericht Arnsberg. Noch im selben Jahr trat er zur Regierung in Arnsberg über und wechselte im folgenden Jahr zur Regierung in Düsseldorf. Zeitweise war er 1844 Landrat des Kreises Krefeld. Wegen Teilnahme an Duellen und Erregung öffentlichen Ärgernisses drohte ihm 1845 eine Strafversetzung in die östlichen Provinzen. Diese konnte er abwenden, da er seinen taubstummen Bruder Hermann, der zu dieser Zeit in Düsseldorf eine Ausbildung zum Maler absolvierte, betreuen musste. Nachdem er 1846 die Prüfung zum Regierungsassessor bestanden hatte, wurde er von der Regierung in Trier übernommen. 1848 wurde von Steinaecker zum Landrat des Kreises Bernkastel ernannt. Das Amt hatte er bis zu seinem frühen Tod 1852 inne.
Steinaecker hatte sich am 18. Oktober 1849 mit Mathilde Euler verheiratet, einer Tochter des bischöflich trierischen Justizrates Mathias Joseph Euler (* 1795 in Jülich). Der spätere Generalleutnant und Zentrums-Abgeordnete im Preußischen Abgeordnetenhaus Heinrich von Steinaecker war ihr Sohn.